# Norman Greenwood
Pour les articles homonymes, voir Greenwood.
Norman Neill Greenwood, né le 19 janvier 1925 et mort le 14 novembre 2012,,, est un chimiste australo-britannique et professeur émérite à l'université de Leeds.
En collaboration avec Alan Earnshaw, il a écrit le manuel Chemistry of the Elements, publié pour la première fois en 1984.

## Biographie
Après avoir fréquenté l'University High School de Melbourne (1939-1942), Greenwood étudie la chimie à l'Université de Melbourne et obtient un BSc en 1945 et un MSc en 1948. En 1948, il reçoit la bourse de l'Exposition de 1851 pour lui permettre de préparer un doctorat au Sidney Sussex College de Cambridge sous la direction de Harry Julius Emeléus. Il obtient son doctorat en 1951.

## Carrière académique
Greenwood est chercheur principal à l'Atomic Energy Research Establishment de 1951 à 1953, date à laquelle il est nommé maître de conférences à l'université de Nottingham. Son premier doctorant à Nottingham est Kenneth Wade (1954-1957).
Ses recherches de grande envergure en chimie inorganique et structurale permettent des avancées majeures dans la chimie des hydrures de bore et d’autres composés d’éléments du groupe principal. Il a également été le pionnier de l’application de la spectroscopie Mössbauer aux problèmes de chimie. Il est un écrivain prolifique et un conférencier inspirant sur des thèmes chimiques et éducatifs, et occupe de nombreux postes de professeur invité à travers le monde. Il a été nommé par la NASA comme chercheur principal dans l'étude des roches lunaires. Il est président de la Commission des poids atomiques de l'UICPA de 1970 à 1975 et également président de la Division de chimie inorganique de l'UICPA.

## Honneurs
Greenwood est élu membre de la Royal Society (FRS) en 1987,.

## Travaux
- N.N. Greenwood, Principles of Atomic Orbitals – Monograph for Teachers, Royal Society of Chemistry, 1968 (ISBN 978-0-85404-028-5), p. 48
- N. N. Greenwood, Ionic crystals, lattice defects and nonstoichiometry, Butterworths, 1968 (ISBN 0-408-56001-0, OCLC 32067)
- N. N. Greenwood et T. C. Gibb, Mössbauer Spectroscopy, Springer Netherlands, 1971 (ISBN 978-94-009-5699-5, DOI 10.1007/978-94-009-5697-1)
- N.N. Greenwood, Recollections of a Scientist, Volume 1: Boyhood and Youth in Australia, Xlibris Corporation, 2012 (ISBN 978-1-4691-7935-3), p. 288 (self-published)
- N.N. Greenwood, Recollections of a Scientist, Volume 2: Expanding Horizons: England and Europe (1948–51), Xlibris Corporation, 2012 (ISBN 978-1-4771-5186-0), p. 438 (self-published)